# Форт Росс: В поисках приключений
«Форт Росс: В по́исках приключе́ний» — российский художественный фильм 2014 года режиссёра Юрия Мороза по роману «Форт Росс» Дмитрия Полетаева.
Премьера фильма состоялась 11 июня 2014 года (накануне Дня России) в московском кинотеатре «Октябрь».

## Сюжет
На мобильный известного тележурналиста и интеллектуала Дмитрия из Москвы (Максим Матвеев) поставлено приложение перемещения во времени. От главного редактора издания Дмитрий получает задание рассказать о Форте-Росс — русском укреплении на побережье северной Калифорнии начала XIX века. Готовясь к съёмкам, в библиотеке он находит нарисованный портрет, похожий на себя, с письмом от 1820 года.
В США в аэропорту Дмитрия и его помощника Фимку встречает звукооператор Марго — русская красавица, гид, проживающая в США с двух лет. Группа приезжает в Форт-Росс, где ныне расположен небольшой музей исследователей Русской Америки в 1810 - 1825 гг. Гид ничего не может ответить по поводу портрета. Сидя за столом во дворе музея и случайно активировав приложение на своем мобильном, Дмитрий перемещается во времени в июнь 1820 год. Вернувшись и придя в себя, они решаются на второе путешествие.
Одевшись по-старинному, все трое отправляются в прошлое, но попадают не в форт Росс, а, со сдвигом в пространстве — на рынок испанского города Монтерей в Калифорнии, причём прихватив с собой мотороллер. На рынке они встречают двух русских купцов; Фимка знакомится с красавицей — дочкой испанского священника, но местные пираты в стычке забирают у Дмитрия смартфон, а Марго крадут.
В Форт-Росс прибывает испанский губернатор Сан-Франциско, который по факту стычки на рынке возмущается передвижениями русских без его разрешения. По договоренности с ним отряд моряков русского флота под командованием лейтенанта Завалишина отправляется искать неведомых русских. Дмитрий и Фимка вместе с русскими купцами отправляется спасать Марго. Они попадают на базу пиратов, потом на их корабль и крадут девушку, однако смартфон остается у пиратов. Спасаясь от преследования, все вместе они скрываются на территории испанской миссии. Туда же подходит русский отряд. Пираты атакуют миссию, русские отбиваются и побеждают. Дмитрий описывает лейтенанту Завалишину свои приключения и просит отправить К. Ф. Рылееву в Петербург письмо с просьбой «не продавать Америку. 
Кондратий Фёдорович Рылеев - писатель, один из участников декабрьского восстания, был правителем канцелярии Российско-американской компании с 1824 года. 
Поскольку Марго владела английским, она подслушала планы пиратов о захвате Форта-Росс. Русский отряд захватывает пиратский корабль, при этом история повторяется. В первый раз Дмитрия убивают и приносят тело на носилках. Марго перемещается во времени и предупреждает его. Пираты нападают на форт, а захваченный корабль изображает поддержку пушками атаки. Пираты разгромлены.
Декабрь 1825 года. Дмитрий перемещается вперёд на пять лет и с письмом от лейтенанта Завалишина обращается к Рылееву. До декабрьского восстания остаются считанные дни. Российско-Американская компания обращается к императору с просьбой развивать Америку и одновременно спасти от смерти декабриста Рылеева. Царь делает всё наоборот. Так в XIX веке Россия лишилась почти всех своих земель в Северной Америке, кроме Аляски. Аляска была продана Российской империей  США 19 октября 1867 года.

## В ролях
- Максим Матвеев — Дмитрий, тележурналист
- Максим Виноградов — Фимка, телеоператор
- Анна Старшенбаум — Марго, американка, звукооператор
- Кирилл Плетнёв — лейтенант Завалишин
- Александр Петров — Крюков, купец
- Лайа Коста — Люсия
- Андрей Мерзликин — капитан Кусков, комендант форта Росс
- Дмитрий Астрахан — продюсер
- Амаду Мамадаков — Мамадаков, работник службы времени
- Михаил Горевой — главный пират
- Артём Ткаченко — Рылеев, декабрист
- Дмитрий Наумов — император Николай I
- Николай Козак — граф Бенкендорф
- Алексей Кирсанов — пират
- Сергей Легостаев — помощник капитана
- Тимур Ефременков — пират
- Рамон Ланга — комендант Сан-Франциско
- Дмитрий Панфилов — мичман Нахимов
- Елена Дробышева — мать Дмитрия
- Максим Бажов — Тараканов
- Александр Парфенович — Григорий
- Наталья Дедейко — официантка
- Илья Соболев — гардемарин
- Иннокентий Ширяев — гардемарин
- Владимир Чуракин — пират
- Илья Костюков — мальчик в магазине
- Максим Сальников — гардемарин
- Маруся Климова — консьержка дома Дмитрия
- Мария Смольникова — библиотекарь

## Съёмки
Замысел фильма возник у Юрия Мороза ещё в 2008 году — как «наш ответ „Индиане Джонсу“», сначала Мороз собирался только продюсировать фильм, затем решил сам занять и режиссёрское кресло. Пока писался и переписывался сценарий, Дмитрий Полетаев издал книгу, основанную на этом материале. Юрий Мороз ожидал финансирования фильма из государственного бюджета, но этих денег оказалось недостаточно для реализации масштабного замысла. На помощь ему пришёл Дмитрий Харатьян, нашедший для съёмок 4 миллиона долларов
Половину нашего бюджета мы получили в виде финансовой поддержки от Министерства культуры и Фонда кино. Ещё часть денег дал Виктор Вексельберг, за что мы ему очень благодарны.

Харатьян увидел в этом фильме возможность для зрителей изучить малоизвестную страницу русской истории, но кроме этого у него были личные мотивы обратиться к истории «русской Америки»: 
Мой  прапрапрадед по маминой линии — Степан Петрович Курзиков был участником Российско-американской компании. И я знаю историю своих предков и хочу, чтобы мы все знали свою собственную историю.
Фильм снимался в России, в Беларуси, в США и на Мальте. Под Минском построили декорации форта Росс. В фильме использовались некоторые костюмы из картины Тома Тыквера «Парфюмер», их взяли в аренду для съёмок.
Одновременно со съёмками художественного фильма Полетаев, Мороз и Харатьян собирали материал для документального фильма «Русская Америка».
В конце картины герой Максима Матвеева повторяет известную фразу Кайла Риза из фильма «Терминатор»: «Будущее не определено. Нет судьбы, кроме той, что мы творим сами».

## Прокат
Для российского кинопроката фильму присвоен рейтинг 6+.
Сайт Filmz.ru назвал фильм «самым мощным провалом в карьере Мороза-продюсера»: фильм собрал в прокате лишь 4 % от своего 6,9 миллионного бюджета, абсолютный убыток составил 6,5 миллионов долларов, не считая затрат на рекламу. Сайт «Кинопоиск» приводит цифру 8889510 руб. по кинопрокату в России (15222 руб. на 1 копию).
Фильм демонстрировался на VIII кинофестивале «Русское зарубежье». На этом фестивале лучшим актёром второго плана был признан Кирилл Плетнёв за роль лейтенанта Завалишина.
Также фильм демонстрировался в программе историко-патриотического кинофестиваля «Набат» в Нижнем Новгороде и других российских фестивалях; а также активно предлагался зарубежным кинопрокатчикам.
Несмотря на финансовый провал кинокартины, в какой-то момент летнего спада лишь она могла составить конкуренцию зарубежному кинопрокату.

## Отзывы и критика
Обозреватель швейцарской русскоязычной «Нашей газеты» Наталья Полыця отметила, что «фильм, несмотря на фантастический сюжет, открывает много новых для зрителя деталей истории русских поселений южной Калифорнии».
Анонимный обозреватель ярославского портала «Именно.ру» отметил, что «фильм неплох, хотя порой и заставляет содрогнуться опытного архивиста от чудовищного обращения с документами XIX века», есть юмор, романтические истории, прослеживаются аналогии с популярными «Пиратами Карибского моря». Из крупных ролей в фильме заметен Кирилл Плетнёв, который «показал боевого русского офицера, павшего в борьбе с собственным алкоголизмом».

Обозреватель Ленты.ру Геннадий Устиян также провёл аналогии с фильмами «Пираты Карибского моря», «Назад в будущее» и «Сокровище нации», отметив, что малобюджетность «Форта Росс» очень видна на экране. Жанр фильма Устиян определил как «приключенческая комедия для всей семьи с пиратами и уроками лжеистории»: 
главный двигатель сюжета — открытие, будто Калифорния когда-то принадлежала России.

Многие критики упрекают фильм в жанровой неопределённости: 
Проблема, как обычно, в жанровой неопределенности, скромном бюджете и провалах в сценарии. Причём ляпы и логику никто даже не будет обсуждать
«Шутки про Барака Обаму и чернокожих рабов также нельзя назвать удачными», — пишет Денис Шлянцев.
Евгений Ухов из «Фильм.ру» ностальгически считает, что «по настроению, морали и форме воздействия на зрителя „Форт Росс“ близок к советским фильмам, адресованным подросткам: к „Бронзовой птице“ или „Кортику“, в чём-то копирует „Приключения Электроника“ или „Приключения Кроша“ — это такое кино детских школьных каникул». Однако он отмечает и недостатки: 
Не поднимется рука назвать «Форт Росс» шедевром. Безусловно, есть в нем и сценарные проколы, и режиссерский «разбаланс» местами, некоторым актерам стоило быть посерьезнее, а кое-кому, наоборот, не перегибать.
Ухов также выделяет актёрскую работу Кирилла Плетнёва: «Каждое появление Плетнёва в кадре вызывает настоящий восторг.»

Сергей Оболонков из «The Hollywood Reporter Russia» раскритиковал фильм и за персонажей («почему в фильме, предназначенном для детской аудитории, одного из ключевых персонажей — русского военнослужащего начала XIX века — выставляют алкоголиком на грани белой горячки?»), и за спецэффекты («переусердствовали с пушечными ядрами в рапиде»), и за монтаж («Главное побоище вообще выглядит довольно жалким — в первую очередь по той причине, что его зачем-то залили сепией»), в итоге спрогнозировал фильму недолгую жизнь: 
Это не провал, а скорее такая легкомысленная поделка, которую послезавтра уже и вспомнить не получится.